# Artena melanotica
Artena melanotica är en fjärilsart som beskrevs av Aurivillius 1925. Artena melanotica ingår i släktet Artena och familjen nattflyn. Inga underarter finns listade i Catalogue of Life.